# Zofia Eleonore Klengel
Zofia Eleonore Klengel, död 1755, var en tysk mätress. Hon var mätress till Polens kung August den starke mellan 1692 och 1695. 
Hon är känd som Augusts första mätress. Hon var dotter till Augusts lärare. Den engelska ambassadören beskrev henne som en vacker brunett. Förhållandet avslutades 1695, sedan August hade inlett ett förhållande med Maria Aurora von Königsmarck, och August arrangerade ett äktenskap för henne. 